# مین‌زدا (فیلم)
مین‌زُدا (به انگلیسی: Sweepers) یک فیلم سینمایی اکشن محصول مشترک آمریکا و آفریقا تولید سال ۱۹۹۸ به کارگردانی کئونی واکسمن با بازی دولف لاندگرن در نقش کریستین اریکسون، یک متخصص برجسته آموزش‌دیده برای پاک‌سازی میدان‌های مین در یک عملیات انسان دوستانه مین‌روبی در آنگولا می‌باشد، که در حین این عملیات، پسرش کشته می‌شود. وی پس از این حادثه متوجه می‌شود که مین‌ها در طول جنگ برای کشتار مردم در این منطقه کاشته شده بود.

## بازیگران
- دولف لاندگرن . . . کریستین اریکسون
- کلر استنز فیلد . . . میشل فلین
- بروس پین . . دکتر سیسیل هپپر
- شلدون آلن
- ایان رابرتز
- سیفیسو مپنگا. . . آرتور
- راس پرتلر. . . جک ترسک
- نیک بورین . . . میچ
- سیسیل کارتر. . . ری گنن
- دیوید دوک . .
- زوکیل گوبوسی. . . زوکیلی
- فیلیپ نتونونو. . . مزدور # ۱
- گابریل منداوی . . مزدور # ۲
- فرانک پیریرا . . مزدور # ۳
- دیو ریدلی. . . مزدور # ۴
- فریکی بوتس. . . دانشمند در آزمایشگاه
- جورجن هلبرگ. . . دانشمند در آزمایشگاه